# خانه‌های اعیانی سیراف
خانه‌های اعیانی سیراف مربوط به سده‌های اولیه دوران‌های تاریخی پس از اسلام است و در شهرستان کنگان، بخش مرکزی، شهر بندر طاهری واقع شده و این اثر در تاریخ ۱۸ شهریور ۱۳۸۷ با شمارهٔ ثبت ۲۳۳۲۷ به‌عنوان یکی از آثار ملی ایران به ثبت رسیده‌است.